# Epigénesis
La epigénesis puede tener distintos significados según la disciplina científica que la explique:

## Biología

### Definición
En biología, epigénesis (del griego epi: sobre; génesis: generación, origen, creación) es una proposición teórica antigua sobre el método por el cual se desarrolla un individuo: un embrión se desarrolla a partir de un huevo / cigoto que no se ha diferenciado. Es decir no existen componentes miniatura de órganos preexistentes en los gametos (huevo o esperma), esta teoría es opuesta a la llamada "preformación". La epigénesis predice que los órganos del embrión son formados de la nada, por medio de inducción por parte del ambiente. 
El caso paradigmático es el del crecimiento, en el que a partir de un cigoto se desarrolla una compleja estructura celular y orgánica. Por extensión, en teoría de sistemas se incluyen los mecanismos que permiten a un determinado individuo modificar ciertos aspectos de su estructura interna o externa como resultado de la interacción con su entorno inmediato.
La epigénesis representa por tanto el proceso de "sintonización" final mediante el cual cada individuo se adapta de forma eficiente a su entorno a partir de las capacidades contenidas en su código genético. Los genes son parte de una red compleja de interacciones que se retroalimenta y, por ende, no actúan como identidades independientes.
Los ejemplos más evidentes de sistemas con capacidad de aprendizaje siguiendo la teoría epigenética, los constituyen el sistema nervioso central o el sistema inmune. En el caso del sistema nervioso central, la capacidad de aprendizaje (dada por la gran plasticidad neuronal) resulta de vital importancia, pues el número estimado de conexiones sinápticas en un cerebro humano supera con creces el número de nucleótidos contenidos en el genoma humano (en promedio, una sola neurona del cerebro humano tiene 50 000 sinapsis).

### Historia
Existió un debate desde la visión epigenética confrontando a la "preformación", que suponía los órganos presentes en forma miniatura dentro de alguno o los dos gametos. El preformacionismo se acabó a mediados 1820 cuando la tecnología pudo documentar el origen epigenético de los órganos. Este debate fue histórico (se mostrará una breve y concisa historia): Aristóteles, en La Generación de los Animales (350 a. C.), proponía la epigénesis como método de desarrollo de los embriones. William Harvey, en 1651, apoyó la visión de la incidencia del medio en el desarrollo del embrión. En 1672, Marcelo Malpighi dudó de la epigénesis al observar que el huevo del pollo sin incubación tenía una gran cantidad de estructura. Kaspar Friedrich Wolff, en la segunda mitad del siglo XVIII, revivió la teoría epigenética al demostrar que estructuras presentes en el pollo adulto no tenían su contraparte en el embrión.
Immanuel Kant y Johann Friedrich Blumenbach hicieron un intento de reconciliar las dos teorías al postular una fuerza de desarrollo (Bildungstrieb) que se heredaba a través de las células germinales. Esta visión es similar a la de biólogos modernos, donde las instrucciones para desarrollar todo el organismo se encuentran presentes en el huevo. Los más destacados científicos que revolucionaron la biología del desarrollo y dieron fin a la teoría de la preformación fueron tres amigos: Christian Pander, Karl Ernst von Baer y Heinrich Rathke. Con ellos, la biología del desarrollo se convirtió en una disciplina científica especializada.

## Geomorfología
En geomorfología, la epigénesis es el fenómeno en el curso del cual un río, cuyo lecho está excavado en un manto de roca blanda, entalla un cañón en la roca dura subyacente. La interposición de esta en un trecho del curso de agua puede ser el resultado de una antecedencia: la estructura de roca dura ha sido realzada por movimientos tectónicos posteriores a la instalación del río en el terreno blando. En otros casos se trata de un fenómeno de sobreimposición: la estructura dura existía ya y había adquirido su forma bajo la roca blanda antes de la instalación del río

## Mineralogía
En mineralogía, la epigénesis es el cambio de naturaleza química de un mineral sin que se modifiquen su estructura y su forma anteriores. La petrificación, caso particular de epigénesis orgánica, constituye un ejemplo ideal de ese fenómeno: el tronco en el cual la materia ha sido reemplazada por sílice conserva la estructura de las fibras, anillos y nudos de la madera.
- Datos: Q10273301